# Марья (озеро)
Марья — озеро на территории Лендерского сельского поселения Муезерского района Республики Карелия.

## Общие сведения
Площадь озера — 0,5 км², площадь бассейна — 17,9 км². Располагается на высоте 175,4 метров над уровнем моря.
Форма озера лопастная, продолговатая, вытянуто с запада на восток. Берега озера каменисто-песчаные, возвышенные.
Через озеро протекает река Марья, впадающая в озеро Сула.
Населённые пункты возле озера отсутствуют.
Код водного объекта в государственном водном реестре — 01050000111102000010199.